# Joseph von Buss
Franz Joseph Buß (från 1863 Ritter von Buß), född 23 mars 1803 i Zell, död 31 januari 1878 i Freiburg, var en tysk jurist och ultramontan politiker.
Buss blev 1833 extra ordinarie och 1836 ordinarie professor vid universitetet i Freiburg. Såväl på badensiska lantdagen 1837-1846 som på parlamentet i Frankfurt 1848 och i tyska riksdagen från 1874 gjorde han sig känd såsom hänsynslös ivrare för katolska kyrkans självständighet, som han också förfäktade i sina politiska och juridiska skrifter. Av dessa kan nämnas Urkundliche Geschichte des National- und Territorial-Kirchenthums in der katholischen Kirche Teutschlands (1851) och Die Wiederherstellung des canonischen Rechts in der oberrheinischen Kirchenprovinz (anonymt 1853).